# هشام توفيق (ممثل)
هشام توفيق (بالإنجليزية: Hisham Tawfiq)‏ (ولد في 17 مايو 1970 في نيويورك، الولايات المتحدة) ممثل أمريكي من اصل غاني اشتهر بلعب دور ديمبي زوما وهو جزء من التفاصيل الأمنية لريموند «ريد» ريدينغتون في المسلسل التلفزيوني القائمة السوداء الذي يعرض على قناة هيئة الإذاعة الوطنية.
قبل الاتجاه إلى مهنة التمثيل بالكامل خدم توفيق في قوات مشاة بحرية الولايات المتحدة ونشر خلال عملية عاصفة الصحراء.

## روابط خارجية
- هشام توفيق على موقع IMDb (الإنجليزية)
- هشام توفيق على موقع أول موفي (الإنجليزية)
- هشام توفيق على موقع قاعدة بيانات الفيلم (الإنجليزية)